# Ilustrirana kronika
Ilustrirana kronika (latinsko Chronicon Pictum, madžarsko  Képes Krónika), znana tudi kot Chronica Hungarorum, Chronicon (Hungariae) Pictum, Chronica Picta ali  Chronica de Gestis Hungarorum, je srednjeveška ilustrirana kronika Ogrskega kraljestva, napisana v drugi polovici 14. stoletja. Kronika predstavlja mednarodni umetniški slog na dvoru Ludvika I. Ogrskega. 
Njen poln naslov je Chronicon pictum, Marci de Kalt, Chronica de gestis Hungarorum, se pravi Ilustrirana kronika, kronika Márka Káltija o dejanjih Ogrov.

## ZgodovinaKronike
Kroniko je napisal Márk Kálti (latinsko Marci de Kalt) po letu 1358. Zadnje ilustracije so bile dokončane med letoma 1370 in 1373. Knjigo je ogrski kralj Ludvik I. podaril francoskemu kralju Karlu V., ko se je Ludvikova hčerka Katarina zaročila s Krlovim sinom, orleanskim vojvodom Ludvikom.
Leta 1456 so jo podarili srbskemu despotu Đorđu Brankoviću, ki jo je dal prepisati, potem pa se je izgubila in bila morda nekaj časa v turški lasti.
V prvi polovici 17. stoletja se je ponovno pojavila v dunajskih kraljevih arhivih in se zato imenuje tudi Dunajska ilustrirana kronika. Rokopis se zdaj hrani v Széchényijevi narodni  knjižnici (Országos Széchényi Könyvtár) v Budimpešti.

## Vsebina
Besedilo, pisano v latinščini, je zelo kakovostno in brez napak. V Kroniki je 147 ilustracij, ki so pomemben vir podatkov o ogrski srednjeveški kulturni zgodovini, oblačenju in dvornem življenju v 14. stoletju. Mnogo miniatur je zlato pobarvanih. Njihova umetniška vrednost je v primerjavi s podobnimi miniaturami iz drugih delov Evrope  zelo visoka. Osebe  so narisane zelo podrobno in z znanjem anatomije. Pobarvane so tudi oči, kar je opazno samo pod mikroskopom. Vse miniature, na katerih je upodobljen Atila, so spraskane, zlasti zadnja, ki prikazuje Atilovo smrt. 

## Galerija
- Atila
- Huni oblegajo Oglej
- Atila na srečanju s papežem Leonom I.
- Lov na Belega jelena
- Sedem ogrskih poglavarjev
- Ogrska zasedba Panonske nižine
- Lehel in njegov rog
- Veliki knez [[Géza
- Kralj Sv. Štefan
- Kralj Ladislav I.
- Kralj Ladislav I.
- Kralj [[Koloman
- Bitka pri Posadi
- Kralj Béla IV.

1. 1 2 3  Pražák, Nechutová, Bartoňková (1988). Legendy a kroniky koruny Uherské (Legende in kronike ogrske krone). Praga: Nakladatelství Vyšehrad. str. 340–346.